# Tomoya Miki
Tomoya Miki (japanisch 見木 友哉 Miki Tomoya; * 28. März 1998 in der Präfektur Kanagawa) ist ein japanischer Fußballspieler.

## Karriere
Miki erlernte das Fußballspielen in der Jugendmannschaft von Yokogawa Musashino und der Universitätsmannschaft der Kanto-Gakuin-Universität. Von Juni 2019 bis Saisonende wurde er von der Universität an  JEF United Chiba ausgeliehen. Der Verein aus Ichihara spielte in der zweiten japanischen Liga. Während seiner Ausleihe stand er neunmal für JEF auf dem Spielfeld. Nach Ende der Ausleihe wurde Miki am 1. Februar 2020 fest von JEF unter Vertrag genommen. Nach vier Spielzeiten, in denen er 157 Zweitligaspiele bestritt, wechselte er im Januar 2024 zum Erstligisten Tokyo Verdy. Nach einer Spielzeit, in der er 37 Ligaspiele bestritt, unterschrieb er im Januar 2025 einen Vertrag beim ebenfalls in der ersten Liga spielenden Avispa Fukuoka.